# St. Mark’s Episcopal Church (Hoosick Falls)

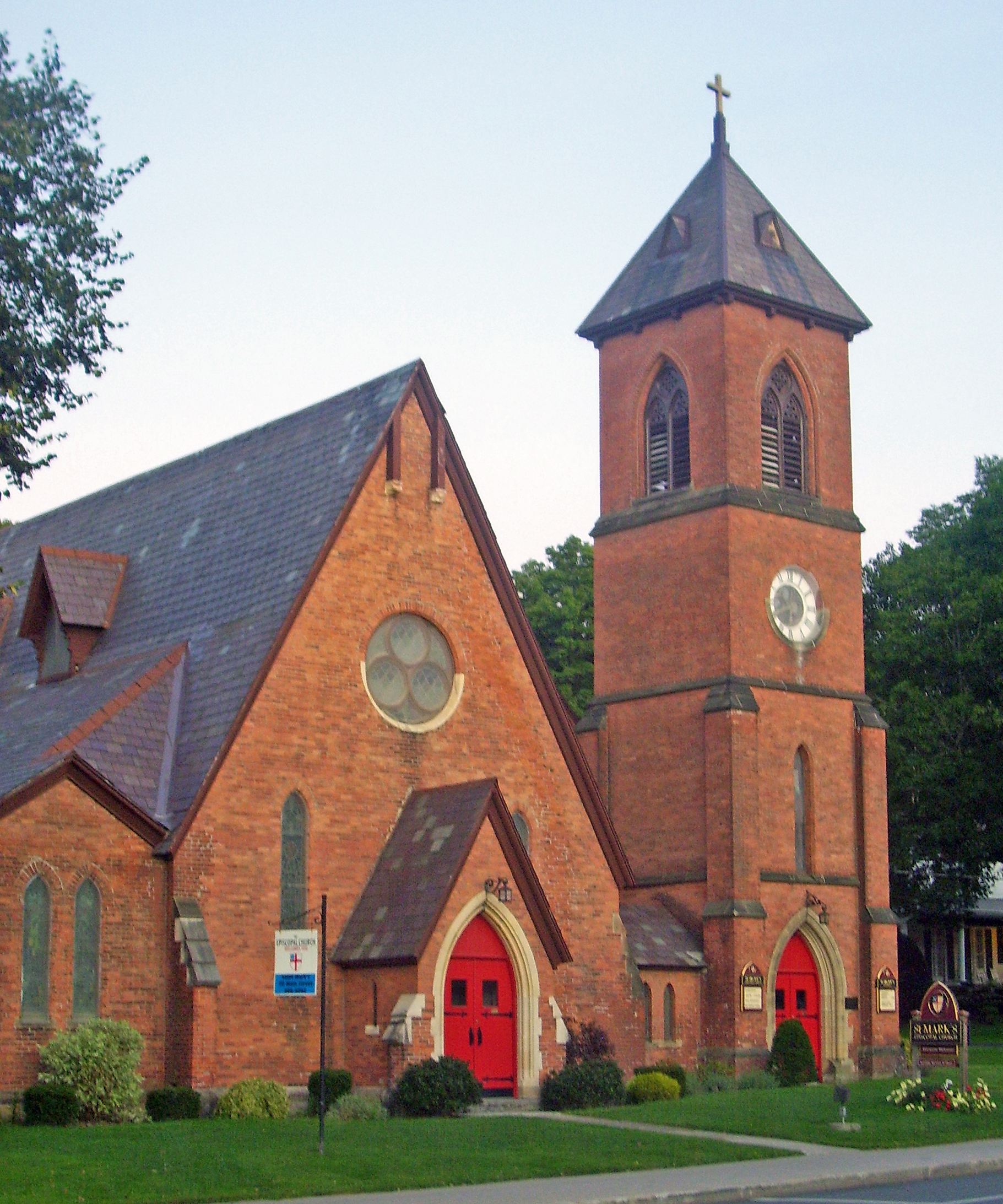
Westansicht mit dem Kirchturm (2008)

Die St. Mark’s Episcopal Church ist eine Kirche an der Main Street in Hoosick Falls, New York in den Vereinigten Staaten. Das Bauwerk wurde in der Mitte des 19. Jahrhunderts aus Backsteinen gebaut. Die Gemeinde selbst wurde 1833 gegründet.

## Bauwerk
Der Architekt Henry Dudley plante das Bauwerk nach den von der Cambridge Camden Society aufgestellten Prinzipien des Kirchenbaus der Episkopalkirche, nach den englischen ländlichen Pfarrkirchen, die zu jener Zeit als Ideal für Kirchen dieser Konfession galten. Uncharakteristisch ist die Verwendung von Backstein anstellen von richtigen Steinblöcken. Der Architekt wurde vermutlich von dem ortsansässigen Industriellen Walter A. Wood verpflichtet; Wood war ein Mitglied der Gemeinde.
Die Kirche steht auf einem kleinen Grundstück auf der Westseite der Main Street, direkt südlich eines öffentlichen Parks und nur eine kurze Strecke vom Postamt auf der gegenüberliegenden Straßenseite entfernt. Die Kirche befindet sich zwei Straßenblöcke südlich der Downtown des Villages. Die Kirche steht leicht zurückversetzt von der Straße und ist von dieser durch eine Rasenfläche und eine Hecke abgeteilt. Um die Kirche stehen hochgewachsene Bäume. Eine Zufahrt südlich des Gebäudes führt zu einem kleinen Parkplatz auf der Rückseite. Am hinteren Rand des Grundstücks befindet sich ein Rest des gusseisernen Zaunes, der einst das gesamte Grundstück einfasste.
Die Kirche selbst besteht aus drei Teilen, dem Kirchenschiff, dem freistehenden Glockenturm und dem an der Südseite angebauten Gemeindehaus. Die ersten beiden sind aus Backstein gemauert, das Gemeindehaus ist eine verputzte Holzständerkonstruktion.
Das Kirchenschiff hat ein schiefergedecktes Dach mit steilen Giebeln und Strebewerken an den Ecken. Die westliche Fassade beinhaltet eine kleine, geschlossene Eingangsveranda mit ähnlichem Dach und Strebewerken. Zwei Lanzettfenster befinden sich auf beiden Seiten, eine Fensterrosette befindet sich darüber. Ein kleines Gesims verläuft am Ortgang, zwei Kragsteine sitzen an der Giebelspitze. Der Haupteingang hat doppelte Holztüren mit dekorativen Türangeln aus Schmiedeeisen und ist von einem Spitzbogen aus Kalkstein umgeben.
Die Seitenfassaden sind seitdem durch spätere Erweiterungen abgedeckt. Zwei Lanzettfenster sind an der Südseite übrig geblieben und Dachgauben befinden sich auf beiden Seiten. Der Anbau an der Nordseite ließ sein Seitenschiff zu und hat paarweise angeordnete Lanzettfenster und ein Pultdach. Das Querschiff mit Lanzettfenstern und einem ähnlichen Dach wie beim Hauptschiff befindet sich an der Rückseite. Das eineinhalbstockige Gemeindehaus ist an der Südseite angebaut. Auch dieses hat ein steiles Satteldach. Es ist mit hölzernen Zierleisten an den Fenstern versehen.
Schmale Lanzettfenstern lassen auch das Licht in den einstöckigen Verbindungsbau zwischen Kirche und Glockenturm ein. Dieser hat vier Stockwerke, die alle durch Steinreihen aus Sandstein markiert sind. Die Strebewerke an den Ecken sind zwei Stockwerke hoch. Eines davon hat einen Eingang, das dem Haupteingang ähnlich ist, das zweite hat weitere Lanzettfenster nach Osten und Westen, das dritte beinhaltet eine Uhr und das vierte eine gerippte Spitzbogenöffnung mit dem Geläute, das die Glockengießerei Meneely hergestellt hat. Das Satteldach ist von Windpfeifen durchbrochen. Auf ihm sitzt ein Kreuz.
Im Inneren hat das Heiligtum ein Hammerbalken-Gewölbe mit Trägern aus dunkel gebeiztem Holz. Die Wände sind verputzt und das Kirchengestühl ist original. Vervollständigt wird die Ausstattung durch Messingadler und Buntglas aus verschiedenen Perioden. Das Altarretabel ist aus Eichenholz gefertigt, der Altar selbst ist aus grünem Marmor und stammt ursprünglich aus einer anderen Kirche.

## Geschichte
Die Kirchengemeinde St. Mark’s wurde 1833 gegründet. Die ersten Gottesdienste wurden im örtlichen Schulhaus abgehalten und später in dem Versammlungshaus, in dem sich heute die baptistische Gemeinde von Hoosick Falls befindet. Zwei Jahre nach der Gründung hatte die Gemeinde eine ausreichende Zahl an Mitgliedern, um ihre eigene Kirche zu errichten.
Walter A. Wood, der mit seiner Fabrik für Landmaschinen später zum größten Arbeitgeber im Ort wurde, spielte eine wichtige Rolle beim Bau der Kirche. Er besuchte regelmäßig Troy, den County Seat des Rensselaer Countys und war daher mit den Arbeiten des Architekten Henry Dudley dort vertraut, etwa die St. John’s Episcopal Church (heute ein Contributing Property zum Central Troy Historic District) oder einige der Bauten auf dem Oakwood Cemetery. Dudley entwarf und baute auch das heute nicht bestehende Wohnhaus Woods im Tudor Revival am Hang des Berges hinter der Kirche.
Dudley war ein Einwanderer aus England und Mitglied der New York Ecclesiological Society. Deren Mitglieder traten dafür ein, dass die Gestaltung der episkopalen Kirchengebäude sich an den ländlichen Pfarrkirchen Englands orientierte, die man als harmonischer zu den ländlichen Orten empfand als die weißen neoklassizistischen Kirchenbauten, die zu jener Zeit die amerikanische Kirchenarchitektur dominierten. Sie verlangten auch Schlichtheit, da die besonders auffällige Gestaltung eines Kirchengebäudes für die Erfüllung seiner Funktion nicht notwendig sei. Die meisten der von Ecclesiologisten entworfenen Kirchen haben deswegen steil aufgerichtete Dächer und klar definierte Trennungen zwischen den verschiedenen Funktionsräumen.
Der einzige ungewöhnliche Aspekt bei St. Mark’s hinsichtlich anderer Gebäude Dudleys ist das verwendete Material, da er Backsteine statt Stein verwendete. Die Gründe sind nicht bekannt, möglicherweise war Stein in Hoosick Falls damals nicht in ausreichender Menge verfügbar, sodass wirtschaftliche Gründe zur Nutzung von Backsteinen führten.
Der Bau des Kirchenschiffs begann 1858 und wurde mit der Weihe der Kirche zwei Jahre später abgeschlossen. Dudley entwarf auch die späteren Anbauten, das nördliche Kirchenschiff und das Querschiff, die 1865 entstanden. In den beiden folgenden Jahrzehnten wurde das Glockenspiel dem Turm hinzugefügt und die Altarfenster eingebaut. 1880 wurde die Kirche erneuert, ohne dass es zu Veränderungen des Designs gekommen wäre. Zehn Jahre später wurde der Chor vergrößert. Die letzte signifikante Ergänzung war 1912–1913 der Bau des Gemeindehauses, fast zwanzig Jahre nach dem Tod Dudleys. Mitte der 1920er Jahre wurde der ursprünglich einzige Raum im Erdgeschoss in Klassenzimmer unterteilt. Ansonsten blieb die Kirche seitdem unverändert.
Mehrere Anbauten und Renovierungen des ursprünglichen Gebäudes wurden in den Jahrzehnten nach der Erbauung vorgenommen, am deutlichsten der Bau eines Gemeindehauses zu Beginn des 20. Jahrhunderts. Die Kirche wurde im Jahr 2000 in das National Register of Historic Places aufgenommen.